# Giuliano Cesarini (1572-1613)
Giuliano II Cesarini, III marchese e I duca di Civitanova, I marchese di Civita Lavinia (Roma, 17 settembre 1572 – Roma, 4 gennaio 1613), è stato un nobile italiano, primo duca di Civitanova Marche e primo marchese di Civita Lavinia.

## Biografia

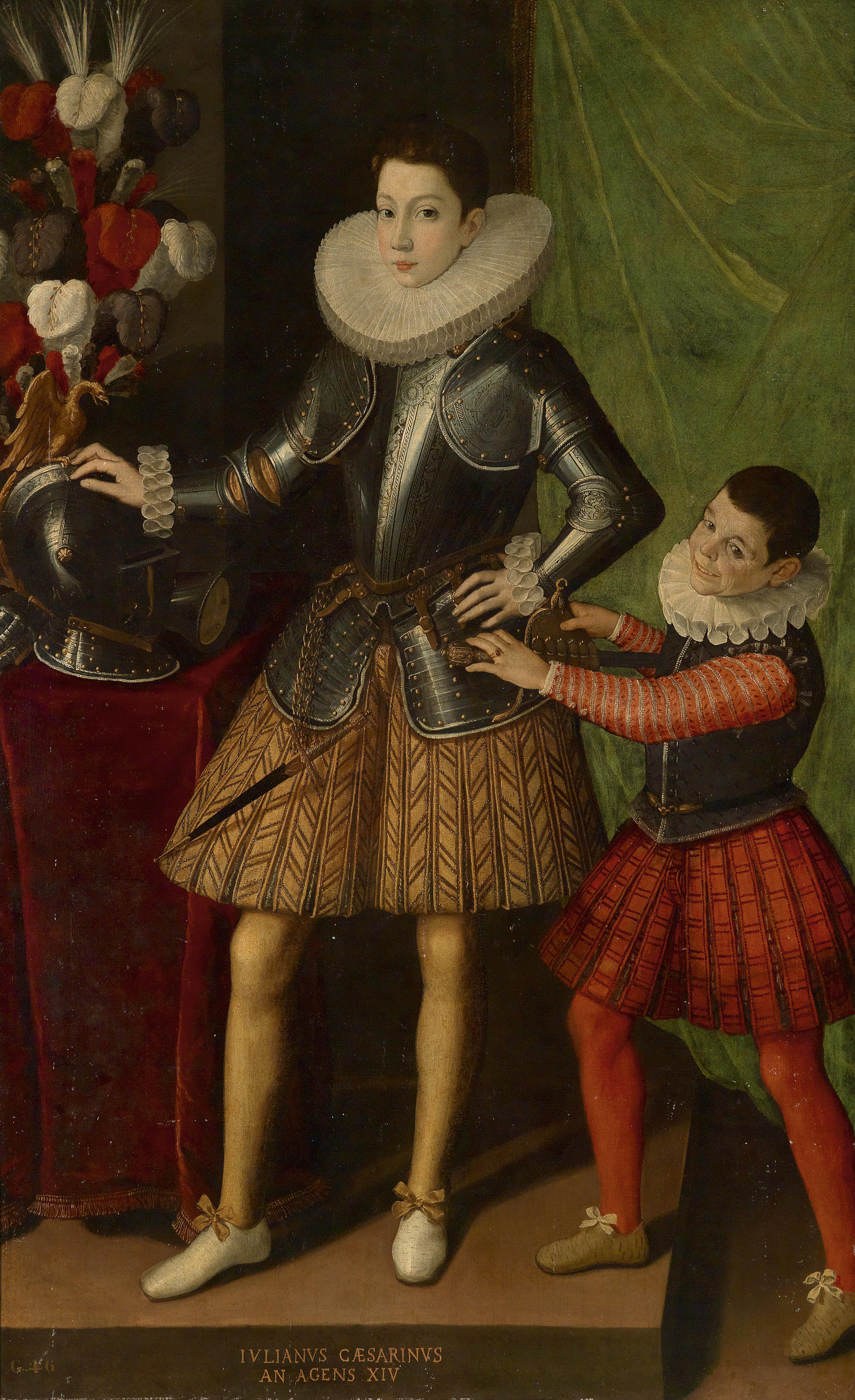
Giuliano Cesarini all'età di 14 anni (Tela di Sofonisba Anguissola, 1586)

Giuliano Cesarini nacque in una ricca famiglia aristocratica romana, essendo figlio di Giovan Giorgio Cesarini, II marchese di Civitanova (1549-1585) e di sua moglie Clelia Farnese, a sua volta figlia naturale del Cardinale Alessandro Farnese. Suo padre Giovan Giorgio istituì la primogenitura in suo favore e, poco prima di morire, raccomandò il figlio, appena nato, al papa Sisto V. Lo stesso anno, poco dopo la morte di Giovan Giorgio, Sisto V eresse in ducato il feudo marchionale di Civitanova Marche e in marchesato il feudo di Civita Lavinia.
Il 21 novembre 1589 sposò Livia (?-17 luglio 1619), figlia di Virginio Orsini, Duca di San Gemini e di Giovanna Caetani di Sermoneta, dalla quale ebbe cinque figli maschi: 
- Giangiorgio II Cesarini, padre degli ultimi due duchi Cesarini: Giuliano III Cesarini (1618–1665) e Filippo Cesarini (..- 1671)
- Pietro divenne cavaliere gerosolimitano e partecipò alla difesa di Candia[3]
- Alessandro (1592-1644) divenne cardinale nel 1636
- Ferdinando (1604-1646) fu poeta e si interessò anche di fisica; fu in corrispondenza Benedetto Castelli[4]
- Virginio (1595-1624) fu un distinto poeta

Giuliano Cesarini fu un eccentrico: alto e corpulento, si dedicava a burle e bizzarrie, tanto che il Pizzirani lo ritenne uno dei modelli del "Marchese del Grillo" e suo cognato Giannantonio Orsini lo definì «un savio che voleva sembrare pazzo». Per esempio, nel carnevale del 1612 organizzò la recita di una commedia in una sala del suo palazzo il cui pavimento era stato puntellato. Giuliano voleva togliere i puntelli, quando fosse stata piena di persone, "per vedere qualche sfracello"; fortunatamente fu fermato in tempo dalle autorità.
Giuliano iniziò la costruzione del palazzo Cesarini, residenza estiva della famiglia a Genzano, ampliando un primitivo castello del XII secolo, posto a guardia del Lago di Nemi, dopo l'acquisto di case e terreni circostanti.

## Ascendenza
|                                                    |                                                        |                                                | Genitori                                 |  |  | Nonni |  |  | Bisnonni                               |  |  | Trisnonni                        |  |
|                                                    |                                                        |                                                |                                          |  |  |       |  |  | Giovan Giorgio Cesarini, nobile romano |  |  | Gabriele Cesarini, nobile romano |  |
|                                                    |                                                        |                                                |                                          |  |  |       |  |  | Giovan Giorgio Cesarini, nobile romano |  |  | Gabriele Cesarini, nobile romano |  |
|                                                    |                                                        | Giulia "Godina" Colonna, nobile romana         |                                          |  |  |       |  |  | Giovan Giorgio Cesarini, nobile romano |  |  |                                  |  |
| Giuliano Cesarini, I marchese di Civitanova        |                                                        |                                                |                                          |  |  |       |  |  | Giovan Giorgio Cesarini, nobile romano |  |  |                                  |  |
|                                                    |                                                        | Marzia Sforza di Santa Fiora                   | Guido II Sforza, IX conte di Santa Fiora |  |  |       |  |  |                                        |  |  |                                  |  |
|                                                    |                                                        | Marzia Sforza di Santa Fiora                   | Guido II Sforza, IX conte di Santa Fiora |  |  |       |  |  |                                        |  |  |                                  |  |
|                                                    |                                                        | Marzia Sforza di Santa Fiora                   | Francesca Farnese                        |  |  |       |  |  |                                        |  |  |                                  |  |
| Giovan Giorgio Cesarini, II marchese di Civitanova |                                                        | Marzia Sforza di Santa Fiora                   |                                          |  |  |       |  |  |                                        |  |  |                                  |  |
|                                                    |                                                        | Prospero Colonna, III duca di Marsi            | Giordano Colonna, II duca di Marsi       |  |  |       |  |  |                                        |  |  |                                  |  |
|                                                    |                                                        | Prospero Colonna, III duca di Marsi            | Giordano Colonna, II duca di Marsi       |  |  |       |  |  |                                        |  |  |                                  |  |
|                                                    |                                                        | Prospero Colonna, III duca di Marsi            | Caterina del Balzo                       |  |  |       |  |  |                                        |  |  |                                  |  |
| Giulia Colonna di Marsi                            |                                                        | Prospero Colonna, III duca di Marsi            |                                          |  |  |       |  |  |                                        |  |  |                                  |  |
|                                                    |                                                        | Giulia Colonna di Palestrina, nobile romana    | Pietro Colonna di Palestrina             |  |  |       |  |  |                                        |  |  |                                  |  |
|                                                    |                                                        | Giulia Colonna di Palestrina, nobile romana    | Pietro Colonna di Palestrina             |  |  |       |  |  |                                        |  |  |                                  |  |
|                                                    |                                                        | Giulia Colonna di Palestrina, nobile romana    | Caterina Savelli                         |  |  |       |  |  |                                        |  |  |                                  |  |
| Giuliano II Cesarini, I duca di Civitanova         |                                                        | Giulia Colonna di Palestrina, nobile romana    |                                          |  |  |       |  |  |                                        |  |  |                                  |  |
|                                                    | Pier Luigi Farnese, I duca di Castro, Parma e Piacenza | Papa Paolo III (Alessandro Farnese il Vecchio) |                                          |  |  |       |  |  |                                        |  |  |                                  |  |
|                                                    | Pier Luigi Farnese, I duca di Castro, Parma e Piacenza | Papa Paolo III (Alessandro Farnese il Vecchio) |                                          |  |  |       |  |  |                                        |  |  |                                  |  |
|                                                    | Pier Luigi Farnese, I duca di Castro, Parma e Piacenza | Silvia Ruffini                                 |                                          |  |  |       |  |  |                                        |  |  |                                  |  |
| Alessandro Farnese il Giovane (cardinale)          | Pier Luigi Farnese, I duca di Castro, Parma e Piacenza |                                                |                                          |  |  |       |  |  |                                        |  |  |                                  |  |
|                                                    |                                                        | Gerolama Orsini di Pitigliano                  | Ludovico Orsini, VII conte di Pitigliano |  |  |       |  |  |                                        |  |  |                                  |  |
|                                                    |                                                        | Gerolama Orsini di Pitigliano                  | Ludovico Orsini, VII conte di Pitigliano |  |  |       |  |  |                                        |  |  |                                  |  |
|                                                    |                                                        | Gerolama Orsini di Pitigliano                  | Giulia Conti                             |  |  |       |  |  |                                        |  |  |                                  |  |
| Clelia Farnese                                     |                                                        | Gerolama Orsini di Pitigliano                  |                                          |  |  |       |  |  |                                        |  |  |                                  |  |
|                                                    |                                                        | …                                              | …                                        |  |  |       |  |  |                                        |  |  |                                  |  |
|                                                    |                                                        | …                                              | …                                        |  |  |       |  |  |                                        |  |  |                                  |  |
|                                                    |                                                        | …                                              | …                                        |  |  |       |  |  |                                        |  |  |                                  |  |
| …                                                  |                                                        | …                                              |                                          |  |  |       |  |  |                                        |  |  |                                  |  |
|                                                    |                                                        | …                                              | …                                        |  |  |       |  |  |                                        |  |  |                                  |  |
|                                                    |                                                        | …                                              | …                                        |  |  |       |  |  |                                        |  |  |                                  |  |
|                                                    |                                                        | …                                              | …                                        |  |  |       |  |  |                                        |  |  |                                  |  |
|                                                    |                                                        | …                                              |                                          |  |  |       |  |  |                                        |  |  |                                  |  |